# Долна Мизия
Долна Мизия (лат. Moesia Inferior) е провинция на Римската империя до 314 г., когато попада в Източната Римска империя. Данни за провинцията са включени в глава десета от книга III на трактата Geographia на Клавдий Птоломей, където авторът описва тази римска провинция в периода след Дакийските войни на император Траян.

## Възникване
По време на дакийските войни на император Домициан (85 – 89 г.), сенатската провинция
Мизия е разделена на западна и източна провинции: Moesia Superior и Moesia Inferior. Граница между двете новообразувани провинции е река Цибрица в дн. Монтанска област. При император Траян, части от днешна Румъния са добавени към Moesia Inferior.

## География и администрация
Долна Мизия се намира по долното течение на река Дунав и е гранична имперска провинция, разположена южно от Дунавския лимес. Територията на провинцията обхваща днешна Северна България (без Видинско) и Северна Добруджа. По-важни долномизийски римски градове с ранг на колония или муниципиум са:

### Легати
Провинцията се администрира от следните управители с ранг на легат:
След административната реформа на Диоклециан (упр. 284 – 305) провинцията попада в окрупнения диоцез Тракия.

## Стопанство и население
Тъй като Мизия е граничен регион, районът трябваше да бъде охраняван от римски войски, чиито легионални лагери са построени по поречието на река Дунав. Няколко гръцки градове изплуваха близо до устието на река Дунав, а другите главни градове на Мизия израснаха от легионерските лагери по поречието на река Дунав – например Синдинунум (сега Белоград). Те също имат доста гръцки елементи в населението си, като се има предвид преобладаващо гръцкият състав на легионите там.
Мизия е процъфтяваща провинция, тъй като излишната пшеница от Черноморския регион винаги е била сигурна, че има пазар в Римската империя. В интериора на провинцията процъфтява селското стопанство и овощарството, а в Стара планина има минерално богатство. Провинцията страда тежко от варварските нашествия през III век, а когато съседната провинция Дачия беше изоставена на около 270, нейните жители бяха прехвърлени до голяма степен в Мизия. През 4 век също са приети като федерати и българите. Въпреки тези трудности, Мизия остава част от Източна Римска империя до 7 век.
- Трофей на Траян, Северна Добруджа
- Римска улица в Никополис ад Иструм на 3 км от село
Никюп, Търновско
- Дунавският лимес
- „Сезони“, 
Музей на мозайките, Девня